# 徐国钧
徐国钧（1922年11月17日—2005年6月17日），男，江苏常熟人，中国中药学家，中国药科大学教授、博士生导师，中国科学院院士，江苏省生药学中药学联建重点学科首席带头人。

## 生平
1945年毕业于国立药学专科学校，留校任教。历任教研室主任、系主任、中药研究所所长。

## 奖项和荣誉
曾获中国药学发展奖——特别贡献奖、何梁何利科技进步奖、求是科技基金会杰出科技成就集体奖。

## 外部連結
- 中国药科大学主页 （页面存档备份，存于）